# Harding, Minnesota
Harding là một thành phố thuộc quận Morrison, tiểu bang Minnesota, Hoa Kỳ. Năm 2010, dân số của thành phố này là 125 người.

## Dân số
- Dân số năm 2000: 105 người.
- Dân số năm 2010: 125 người.